# Lago Rimachi
El Lago Rimachi, conocido también con el nombre de Lago Musa Karusha, es un lago ubicado en el Distrito de Pastaza, Provincia del Datem del Marañón, Departamento de Loreto en Perú.

## Etimología
El nombre del lago Musha Karusha viene de la lengua Andoa.[cita requerida]

## Geografía
Está ubicado en la comunidad nativa Candoshi, en cuenca del río Pastaza a unos 50 km de la desembocadura del Río Marañón. Sus aguas provienen de las quebradas: Chupuli y Chuinda, al norte de la Amazonía Peruana, cerca a la frontera con el Ecuador a 545 km al suroeste de la ciudad de Iquitos, en el Departamento de Loreto. A el fluyen los ríos Capuri y Rimache, que a su vez alimentan al río Pastaza, antes de su desembocadura en el Río Marañón. El territorio en donde está ubicado el lago pertenece a la Comunidad Nativa de Cadoshi, que ocupa un área de 10 000 km² entre los ríos Pastaza y Morona.

## Tamaño
El lago Musha Karusha es considerado el más grande de la amazonía peruana, teniendo un perímetro de 75 km y una profundidad de 10 m.
En su superficie existen "islas flotantes" que llegan a medir hasta 2 has. Ellas, en su mayoría, están formadas por troncos de árboles recubiertos de vegetación, que el viento desplaza lentamente a lo largo del día.

## Flora y fauna
Las aguas de Rimachi son frías y oscuras, poseen abundante riqueza ictiológica, en la que se encuentra una gran  variedad de peces tales como paiches, gamitanas, palometas, pacos, sábalos y boquichicos;  además de la presencia de delfines, lagartos, reptiles, taricayas y otros.
En el entorno habita una gran cantidad de fauna, en la que destacan: camungos, shanshos, pinshas, loros y guacamayos; además de otorongos, tigrillos, venados, sajinos, monos, etc.

## Comunidad Nativa de Cadoshi
Para los Cadoshis, el lago es sagrado y fuente de vida. Ellos están muy integrados con el espacio en donde habitan y es por eso que en el año de 1991, se produjo un conflicto entre el entonces Ministerio de Pesquería y la comunidad nativa, debido a la sobreexplotación pesquera del lago.

## Transporte
Desde la ciudad de Iquitos se puede llegar al lago con un deslizador, en un trayecto que dura trece horas y media. La ciudad más cercana es Yurimaguas que es un puerto fluvial a orillas del río Marañón.